# Jeffry Picower
Jeffry M. Picower (5 de mayo de 1942 - 25 de octubre de 2009) fue un inversor estadounidense implicado en el Caso Madoff. Fue el mayor benefactor del esquema Ponzi de Madoff, y su viuda aceptó que su patrimonio saldara las demandas presentadas contra él por el fideicomisario de Madoff, Irving Picard, por 7.200 millones de dólares, la mayor incautación individual en la historia judicial estadounidense.

## Relaciones comerciales
Picower nació en el Bronx, Nueva York, fue contador público y abogado, pero consiguió la mayor parte de su fortuna invirtiendo con Madoff.
Como contable de Laventhol & Horwath en los años 80, Picower creó unos dudosos refugios fiscales. Cuando el Servicio de Impuestos cuestionó su validez, uno de los clientes de Picower le demandó a él y a la empresa.
En 1983, Picower fue sancionado por la Comisión de Bolsa y Valores de EE. UU. por revelar con retraso su posición de más del 5% en una empresa involucrada en una fusión.
En 1991, Picower y Anthony Cerami crearon una organización benéfica, el Instituto Picower de Investigación Médica, con una aportación inicial de 10 millones de dólares. Los investigadores, dirigidos por Kevin J. Tracey, realizaron un descubrimiento muy valioso, con posibles aplicaciones para el tratamiento de la artritis reumatoide, la enfermedad de Crohn y la esclerosis múltiple. Se convirtió en una empresa con ánimo de lucro, Cytokine Networks, que más tarde se fusionó con la empresa privada PharmaSciences para formar Cytokine PharmaSciences. Sin embargo, se descubrió que Picower poseía el 76% de las acciones de PharmaSciences y que en realidad controlaba el 86,2%, lo que le colocaba en una situación de posible conflicto de intereses en las negociaciones para la fusión.
Tras la quiebra de Physician Computer Network, Inc., Picower, presidente del consejo y accionista del 45%, tuvo que entregar 21 millones de dólares a otros accionistas en el año 2000 después de que se descubriera que los ejecutivos de la empresa habían falsificado los estados financieros.
Alaris Medical Systems, propiedad de Picower en un 65%, fue comprada por Cardinal Health en 2004 por 1.600 millones de dólares.
La revista Forbes incluyó a Picower entre las 400 personas más ricas de Estados Unidos en 2009, la única vez que apareció en la lista. Forbes, que situó a Picower en el número 371, cifró su patrimonio neto en 1.000 millones de dólares, aunque la revista reconoció que "es probable que valga miles de millones más."

## Relación con Bernard Madoff
La Fundación Jeffry M. y Barbara Picower fue creada en 1989 por Picower y su esposa Barbara. Barbara Picower figuraba como Directora Ejecutiva y fideicomisaria, y tanto Picower como Barbara eran miembros del consejo de administración. Su antiguo amigo Bernard Madoff gestionaba activos de la fundación valorados en más de 1.000 millones de dólares. Distribuyó más de 268 millones de dólares en subvenciones a diversas organizaciones estadounidenses, entre ellas Human Rights First y la Biblioteca Pública de Nueva York. En 2002, concedió 50 millones de dólares al centro de investigación de neurociencia del Instituto Tecnológico de Massachusetts, que posteriormente pasó a llamarse Instituto Picower para el Aprendizaje y la Memoria. Sin embargo, la Fundación Picower se vio obligada a cerrar en 2009 debido a las pérdidas derivadas del desenmascaramiento del esquema Ponzi de Madoff.
Se informó de que entre diciembre de 1995 y diciembre de 2008, Picower y su familia sacaron "de distintas cuentas de Madoff 5.100 millones de dólares más de lo que habían invertido."
En junio de 2009, Irving Picard, el administrador que se encargaba de gestionar los fondos de Madoff, presentó una demanda contra Picower ante el Tribunal de Quiebras del Distrito Sur de Nueva York (Manhattan), solicitando la devolución de 7.200 millones de dólares en ganancias, alegando que Picower y su esposa Barbara sabían o deberían haber sabido que sus tasas de rentabilidad eran " absurdamente altas", con algunas cuentas que mostraban una rentabilidad anual que oscilaba entre el 120% y más del 550% desde 1996 hasta 1998, y del 950% en 1999. Según un artículo de MSNBC del 28 de junio de 2009, esto convertiría a Picower y a su esposa en los mayores beneficiarios de la estafa de Madoff, superando incluso al propio Madoff. El abogado de los Picower, William D. Zabel, de Schulte Roth & Zabel, respondió que "estaban totalmente sorprendidos por su fraude y de ninguna manera fueron cómplices del mismo". Madoff sugirió que permitió que Picower siguiera siendo cliente porque era "el equivalente en Ponzi de un banco demasiado grande para quebrar: un inversor demasiado grande para despedirlo". Habría sido imposible para Madoff encontrar suficiente dinero en efectivo para rescatar por completo su cuenta multimillonaria.
El 1 de noviembre de 2009, una declaración judicial presentada por Irving Picard documenta una ganancia al parecer fraudulenta de la que se benefició Picower. "Según la nueva declaración, el Sr. Picower había abierto una cuenta con el Sr. Madoff el 18 de abril de 2006, transfiriendo un cheque por valor de 125 millones de dólares, es decir, más de una cuarta parte de toda la suma que había invertido con el Sr. Madoff a lo largo de los años. En un plazo de dos semanas, el ingreso de 125 millones de dólares había aumentado al parecer a 164 millones debido a una considerable "ganancia" obtenida de los activos de la cuenta, que se habían comprado tres meses antes [...]. Cinco meses después, el Sr. Picower retiró sus 125 millones de dólares iniciales, dejando 81 millones en la cuenta. No hay ninguna explicación válida para estos hechos ni ninguna posibilidad de que pasaran desapercibidos para Picower".

## Acuerdo
El 17 de diciembre de 2010, se hizo público que se había alcanzado un acuerdo de 7.200 millones de dólares entre Irving Picard y Barbara Picower, la viuda de Picower, albacea de la herencia de Picower, para resolver la demanda del fideicomisario de Madoff, y reembolsar las pérdidas en el caso de fraude de Madoff. Fue el mayor embargo individual en la historia judicial estadounidense. "Barbara Picower ha hecho lo correcto", afirmó el fiscal estadounidense Preet Bharara.

## Muerte
Jeffry Picower murió en su casa de Palm Beach el 25 de octubre de 2009. La esposa de Picower, Barbara, declaró a los agentes que lo había encontrado "en el fondo de la piscina" de su casa frente al mar poco después del mediodía. Fue trasladado al Good Samaritan Medical Center, donde le dieron por muerto unos 80 minutos después. Según el Departamento de Policía de Palm Beach, " Se ha realizado la autopsia del cuerpo de Jeffry M. Picower durante la mañana". La Oficina del Médico Forense del condado de Palm Beach concluyó que el Sr. Picower sufrió un infarto agudo de miocardio mientras se encontraba en la piscina y se ahogó de forma accidental". Fue enterrado el 27 de octubre de 2009 en el cementerio Mount Ararat de Farmingdale, Nueva York.
A partir de 2011, Barbara Picower volvió a las actividades benéficas y creó una nueva fundación llamada JPB Foundation con los activos que quedaban de la herencia de Jeffry Picower tras el acuerdo legal. Forbes publicó que la fundación se creó con una aportación de 1.200 millones de dólares. En 2018, la JPB Foundation tenía más de 3.700 millones de dólares en total. Según la lista del Foundation Center de las mayores fundaciones que conceden donaciones, la JPB Foundation era la 24.ª fundación más grande por tamaño del patrimonio en todo el país. Barbara Picower es actualmente presidenta y directora de la JPB Foundation.